# 詹大悲

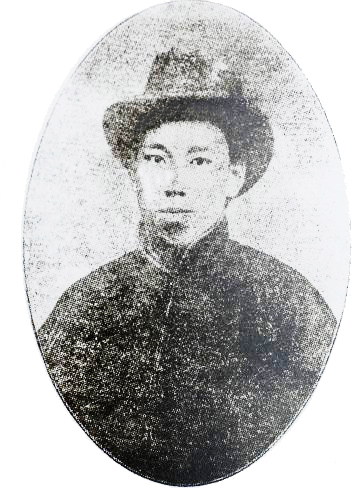

詹大悲（1887年—1927年12月17日），原名培瀚，一名瀚，字質存，湖北蘄春人。

## 生平
在黄州府上中学时与同学宛思演、梅宝玑等组织“证人学会”宣传革命。1908年（清光緒三十四年）至漢口，任《漢口商務報》主筆。后成为湖北地区革命团体群冶学社、振武学社等骨干。1911年（宣統三年）和蔣翊武等在武昌組織文學社，編《大江報》，因刊大江报案而被捕入獄。武昌起義後，主持漢口軍政分府。
1913年二次革命失敗，流亡日本，參加中華革命黨，后潛回上海。1915年12月16日，在上海被捕，监禁于租界內，1916年7月27日获释。1920年冬，任广州军政府大本营宣传员，1924年擁護孫中山實行三大政策。曾任国民党第一、二届全国代表大会代表，并任候补中央执行委员。
1926年隨國民黨北伐軍到武漢，同年10月中央黨部政治會議主席頒佈《湖北臨時政治會議條例》，湖北臨時政治會議任麥朝樞為秘書處處長，郭沫若為教育科長，劉感藻為民政科長，詹為建設科長，並兼任政務委員會委員、财政委员会委员。1927年春任湖北省政府財政廳長。1927年11月，国民党桂系軍閥占领武汉，詹遭受通缉，12月17日在日本租界被日巡捕和桂系武汉卫戍司令胡宗铎逮捕，当晚以“密谋暴动”罪名殺害，同时被杀害的还有湖北省政府教育厅长李汉俊。